# Deltote funeraria
Deltote funeraria là một loài bướm đêm trong họ Noctuidae.